# Masacre de la base de Ticrapo
La masacre de la base de Ticrapo fue el asesinato de  soldados del ejército peruano, que se encontraban sin armamento, realizado por infiltrados de Sendero Luminoso en la base de Ticrapo, ubicada en Huancavelica, el 10 de octubre de 1988.

## Antecedentes
Alias "Cholo negro" era un soldado que, tras dos años de servicio militar obligatorio, se reincorporó al ejército con el grado de sargento ganándose la confianza de los oficiales y suboficiales de la Base Contra-Subversiva Nº 43 de Pampas-Tayacaja. De esta forma, "Cholo negro" pidió ser incorporado al personal que iba a relevar a los que estaban en la base de Ticrapo. Estando en Ticrapo, "Cholo negro", junto a otro infiltrado, hicieron análisis del personal destinado en la zona descubriendo que el jefe de la base era un capitán que salía los viernes dejando a cargo de la base al suboficial.

## Acontecimientos
El 10 de octubre de 1988, tras la salida del capitán de la base, "Cholo negro" ordenó a la tropa a salir para recibir su ración de alimentos mientras el suboficial se encontraba con una profesora. Mientras los soldados esperaban sin armamento en una fila, el "Cholo negro" lanzó dos granadas y luego disparó contra los supervivientes. Acto seguido, junto al otro infiltrado, empezó a reunir el armamento del lugar. Al acercarse el suboficial, este fue acribillado por el "Cholo negro". El operador de radio lanzó dos granadas, haciendo huir a "Cholo negro" y matando al otro infiltrado.